# Бондарівка (Ушомирська сільська громада)
Бо́ндарівка — село в Україні, в Ушомирській сільській територіальній громаді Коростенського району Житомирської області. Кількість населення становить 497 осіб (2001). У 1923—2016 роках — адміністративний центр однойменної сільської ради.

## Загальні відомості
Розташоване за 41 км на південний захід від міста Коростень та 4 км від залізничної станції Омелянівка. Через село проходить автомобільна дорога Р49, та поруч з селом залізниця, станція Бондарівський. Селом протікає річка Крашевня (Кропивня, Кропивенька, Кропив'янка), ліва притока Ужу.
Назва села походить від роду занять місцевого населення, яке виготовляло дерев'яні вироби домашнього вжитку: відра, діжки тощо. Таке ремесло називалося бондарством, а майстри — бондарями. Крім того, раніше у селі переплавляли залізну руду, що залягала в навколишніх болотах. Це засвідчує назва околиці села — Рудня, або Ковалі.

## Населення
У 1885 році налічувалося 52 двори та 540 жителів, в кінці 19 століття кількість населення становила 740 осіб, дворів — 130 (разом з Бондарівською Гутою).
Відповідно до результатів перепису населення Російської імперії 1897 року, загальна кількість мешканців села становила 932 особи, з них: православних — 903, чоловіків — 488, жінок — 444.
У 1906 році — 1 024 жителі та 165 дворів, у 1911 році — 1 099 жителів та 199 дворів, станом на 1923 рік в поселенні нараховано 250 дворів та 1 635 мешканців.
У 1926 році — 1 655 жителів і 302 двори, у 1941 році — 884 жителі і 302 двори.
Станом на 1972 рік кількість населення становила 1 057 осіб, дворів — 353.
Відповідно до результатів перепису населення СРСР, кількість населення, станом на 12 січня 1989 року, становила 600 осіб. Станом на 5 грудня 2001 року, відповідно до перепису населення України, кількість мешканців села становила 497 осіб.

### Мова
Розподіл населення за рідною мовою за даними перепису 2001 року:
| Мова       | Кількість | Відсоток |
| ---------- | --------- | -------- |
| українська | 489       | 98.39%   |
| російська  | 7         | 1.41%    |
| німецька   | 1         | 0.20%    |
| Усього     | 497       | 100%     |

## Історія
Поселення згадується в акті від 3 червня 1618 року як містечко Овруцького повіту: староста Грежанської волості скаржився, що міщани міст. Бондарівка, кіньми, худобою та свиньми, знищили посіви вівса ушицьких селян. Також під іменем містечка згадується в акті-скарзі від 18 березня 1692 року: козаки полковника Василя Іскрицького, незважаючи на заборону гетьмана, розквартирувалися в містечку, вчиняли глум та грабунки місцевого населення, нападали на польські хоругви, погрожували знищити всю шляхту. В акті-скарзі від 11 липня 1750 року містечко згадується як власність чернігівського скарбника Олександра Гулевича — тоді він був арештований, побитий та пограбований норинськими селянами за 8 верст від Бондарівки. Згадується в люстрації Овруцького замку 1754 року, як село, що сплачувало 2 злотих 5 грошів до замку та 8 злотих 20 грошів на міліцію.
У 1885 році — колишнє власницьке село Ушомирської волості Житомирського повіту, на річці Кропивенка, були церковна парафія, заїзд та водяний млин.
В кінці 19 століття — село Ушомирської волості Житомирського повіту, на річці Кропивенка, за 80 верст від Житомира. Відстань до найближчої поштової станції, у Фасовій — 26 верст, до найближчої залізничної станції, в Бердичеві — 120 верст, до сусідніх парафій: у Білці — 10 верст, у Сушках — 12 верст. Сільську церкву збудовано 1784 року, на церковні кошти. Церква дерев'яна, покрита бляхою, з окремою дзвіницею. Землі при церкві 42 десятини: 30 десятин — рілля, 10 — сіножать та 2 десятини — садиба. До парафії входили Ушиця, Гулянка, Янушпіль, Бондарівська Гута та Рудня-Рафалівка. Власність А. Собанського.
У 1906 році — село Ушомирської волості (1-го стану) Житомирського повіту Волинської губернії. Відстань до губернського та повітового центру, м. Житомир, становила 82 версти, до волосного центру, міст. Ушомир — 18 верст. Найближче поштово-телеграфне відділення розташовувалося в міст. Іскорость.
У березні 1921 року, в складі волості, включене до новоствореного Коростенського повіту Волинської губернії. 5 листопада 1921 р., під час Листопадового рейду, до Бондарівки несподівано прийшла ударна частина Івана Ремболовича з Волинської групи (командувач — Юрій Тютюнник) Армії Української Народної Республіки. Тут було захоплено у полон кількох комуністів, серед яких один власноручно розстріляв перед цим 53 людей. За вироком військового суду його того ж дня було повішено у Пісках.
У 1923 році увійшло до складу новоствореної Бондарівської сільської ради, котра, від 7 березня 1923 року, стала частиною новоутвореного Коростенського (згодом — Ушомирський) району Коростенської округи, адміністративний центр ради. Розміщувалося за 27 верст від районного центру, міст. Коростень.
У 1924 році створено кредитно-кооперативне товариство «Хлібороб», яке у 1930 році реорганізовано в колгосп «Червоний промінь», у 1930 році завершено колективізацію.
1 червня 1935 року, внаслідок виконання постанови Президії ЦВК УСРР «Про порядок організації органів радянської влади в новоутворених округах», село, в складі сільської ради, підпорядковане Коростенській міській раді Київської області. 28 червня 1940 року, відповідно до указу Президії Верховної ради Української РСР «Про утворення Коростенського сільського району Житомирської області», село, разом із сільською радою, включене до складу відновленого Коростенського району Житомирської області.
До початку Німецько-радянської війни в селі діяли 2 магазини, клуб, семирічна школа. На території Бондарівки поховано 25 воїнів 195-ї стрілецької дивізії, які загинули 27 липня — 5 серпня 1941 років в оборонних боях. У 1943 році село було звільнене від німецьких військ.
На фронтах Другої світової війни воювали 308 селян, 300 з них нагороджені орденами та медалями, 121 загинув. У 1948 році на їх честь споруджено обеліск Слави.
В радянські часи в селі розміщувалася центральна садиба колгоспу, що мав у користуванні 3 349 га сільськогосподарських угідь, з них 1856 га — рілля. Вирощувалися зернові культури, льон, хміль та картопля, розвивалося тваринництво м'ясо-молочного напрямку. В селі була середня школа, будинок культури, бібліотека, дільнична лікарня.
28 липня 2016 року увійшло до складу новоствореної Ушомирської сільської територіальної громади Коростенського району Житомирської області.

## Пам'ятки
На фасаді Бондарівської школи встановлено меморіальні дошки старшому солдату Віктору Бутрику та солдату Олександру Іваненку, учасникам російсько-української війни, які в цій школі навчалися.